# Stanisław Krzysik
Stanisław Marian Krzysik (ur. 8 grudnia 1895 w Bihaciu, zm. 1 lutego 1930 w Kołomyi) – podpułkownik dyplomowany piechoty Wojska Polskiego, działacz niepodległościowy, kawaler Orderu Virtuti Militari, hydrobiolog, doktor filozofii.

## Życiorys
Urodził się w rodzinie Franciszka, radcy wojewódzkiego we Lwowie, i Wincentyny Heleny z Falskich. Był bratem Zofii Orlicz (1898–1999), damy Orderu Virtuti Militari i Franciszka (1902–1980), profesora Szkoły Głównej Gospodarstwa Wiejskiego w Warszawie.
W czasie I wojny światowej walczył w Legionach Polskich. Był oficerem 4 pułku piechoty. Ciężko ranny w bitwie pod Jastkowem (31 lipca–3 sierpnia 1915 roku). 1 listopada 1916 roku awansował na chorążego. Wiosną 1917 roku pełnił służbę w Krajowym Inspektoracie Zaciągu. 27 czerwca 1917 roku generał piechoty Hans Hartwig von Beseler zwolnił go z Legionów Polskich i oddał do dyspozycji c. i k. Wojskowego Sądu Obwodowego w Piotrkowie.
19 sierpnia 1920 roku został zatwierdzony z dniem 1 kwietnia 1920 roku w stopniu kapitana, w piechocie, w grupie oficerów byłych Legionów Polskich. Pełnił wówczas służbę w Głównym Kwatermistrzostwie Naczelnego Dowództwa Wojska Polskiego. We wrześniu 1921 roku, po ukończeniu I Kursu Normalnego Wyższej Szkoły Wojennej w Warszawie i otrzymaniu „pełnych kwalifikacji do pełnienia służby na stanowiskach Sztabu Generalnego”, został przydzielony do Oddziału IV Sztabu Generalnego w Warszawie na stanowisko kierownika Referatu Materiałowego Zaopatrywania. 3 maja 1922 roku został zweryfikowany w stopniu majora ze starszeństwem z 1 czerwca 1919 roku i 440. lokatą w korpusie oficerów piechoty. W 1923 roku pełnił służbę na stanowisku szefa wydziału w Oddziale IV Sztabu Generalnego. 15 października 1923 roku został wyznaczony na stanowisko szefa sztabu 15 Wielkopolskiej Dywizji Piechoty w Bydgoszczy. W tym samym roku został współautorem, opublikowanej przez Wojskowy Instytut Naukowo-Wydawniczy, pracy „Almanach oficerski na rok 1923/24”. 18 czerwca 1925 roku został przeniesiony do dowództwa 4 Dywizji Piechoty w Toruniu na stanowisko szefa sztabu. Pełniąc służbę sztabową pozostawał oficerem nadetatowym 28 pułku Strzelców Kaniowskich w Łodzi. 11 stycznia 1926 roku został przydzielony do Inspektoratu Armii Nr 3 w Toruniu na stanowisko III referenta.
W maju 1926 roku, w czasie zamachu stanu, razem z pułkownikiem Stanisławem Sołłohub-Dowoyno wystąpił po stronie Józefa Piłsudskiego starając się powstrzymać wysłanie „pomorskich” pułków piechoty do Warszawy, na pomoc oddziałom Wojska Polskiego wiernym legalnym władzom RP. Akcja obu oficerów została spacyfikowana przez ówczesnego dowódcę Okręgu Korpusu Nr VIII w Toruniu, generała dywizji Jana Hubischtę, a oni sami zostali z rozkazu generała aresztowani. Pułkownik dyplomowany pilot Marian Romeyko wspominał: „opowiadał mi mój przyjaciel, major Sztabu Generalnego D. Kajzer, że przy aresztowaniu majora Krzysika znaleziono u niego pieczątki z napisem «Ludowy Komisariat Spraw Wewnętrznych» itp.” i dalej „krążyły podówczas plotki, jakoby część oficerów legionistów, znanych z przekonań lewicowych, a wciągniętych do spisku, lecz nie znających właściwych intencji Piłsudskiego, skłonna była oczekiwać po przewrocie majowym bynajmniej nie «Nieświeża»”
14 października 1926 roku został przeniesiony do składu osobowego inspektora armii, generała dywizji Leonarda Skierskiego na stanowisko oficera sztabu. 12 kwietnia 1927 roku został awansowany na podpułkownika ze starszeństwem z 1 stycznia 1927 roku i 44. lokatą w korpusie oficerów piechoty. Pomimo tego, że zajmował mało eksponowane stanowisko wywierał duży wpływ na inspektora armii, generała Skierskiego. Powołując się na dyrektywy z Warszawy chciał uchodzić za najważniejszą osobę na terenie Pomorza. Z tego powodu popadł w konflikt z ówczesnym dowódcą Okręgu Korpusu Nr VIII, generałem dywizji Leonem Berbeckim. Konflikt zakończył się 5 maja 1927 roku przeniesieniem pułkownika do Dowództwa Okręgu Korpusu Nr III w Grodnie na stanowisko szefa sztabu. 12 marca 1929 roku otrzymał przeniesienie do 49 pułku piechoty Strzelców Kresowych w Kołomyi na stanowisko zastępcy dowódcy pułku. Dowódcą tego oddziału był również legionista, pułkownik dyplomowany Maksymilian Milan-Kamski. 27 kwietnia 1929 roku pułkownik Milan-Kamski otrzymał przeniesienie do Szkoły Podchorążych Piechoty w Ostrowi Mazowieckiej, a pułkownik Krzysik zaczął pełnić obowiązki dowódcy pułku. 6 lipca 1929 roku na stanowisko dowódcy pułku został wyznaczony pułkownik Kazimierz Rybicki, wywodzący się z byłej armii rosyjskiej.
Pułkownik Krzysik zmarł 1 lutego 1930 roku w Kołomyi. Czy była to śmierć naturalna, czy też gwałtowna?
Z notatki prasowej opublikowanej 5 lutego 1930 roku w „Gazecie Lwowskiej” wynika, że był to „tragiczny wypadek, który wydarzył się po godz. 2-giej w koszarach 49 pp. Śmiertelnemu wypadkowi z bronią uległ ppłk dr Stanisław Krzysik, pełniący od roku zastępczo obowiązki komendanta 49 pułku piechoty w Kołomyi. Manipulując rewolwerem mołokalibrowym, spowodował wystrzał: kula przeszedłszy wzdłuż prawego uda, przebiła oponę brzuszną i naruszywszy narządy wewnętrzne, utkwiła w kręgosłupie. Ś.p. Krzysik miał jeszcze na tyle siły, że wyszedł z fajeczką w ustach na korytarz i kazał nadbiegłemu na odgłos strzału sierżantowi Simowi zawezwać pomocy lekarskiej, która też przybyła natychmiast. Okazała się ona jednak daremna. Nastąpił krwotok wewnętrzny i ppłk Krzysik w ciągi 10 minut zakończył życie”.
Generał broni Leon Berbecki w „Pamiętnikach...”, opierając się na relacji generała Skierskiego, napisał, że „Krzysik skończył samobójstwem”.
Pułkownik dyplomowany pilot Marian Romeyko wspominał: „dowiedzieliśmy się o tajemniczej śmierci ppłk. Krzysika. Twierdzono, że popełnił on samobójstwo, co zostało przyjęte dość podejrzliwie, Krzysik bowiem był żywym, pełnym humoru starszym oficerem”.
Pułkownik Konrad Bugajak, opracowując wspomnienia Mariana Romeyko stwierdził, że „o przyczynach jego [Stanisława Krzysika] śmierci krążyły dwie wersje: jedna mówiła o samobójstwie, druga - o nieszczęśliwym wypadku z bronią. Trudno jest dziś ustalić stan faktyczny. Za nieszczęśliwym wypadkiem przemawiał fakt, iż zwłoki były przebite kulą pistoletową jakoby w sposób, który wskazywał, iż strzał padł z pistoletu przypadkiem upuszczonego na podłogę”.

## Działalność naukowa
Po ukończeniu studiów przyrodniczych i uzyskaniu doktoratu filozofii na Uniwersytecie Warszawskim, służbę wojskową łączył z badaniami naukowymi z dziedziny hydrobiologii. W szczególności zajmował się gąbkami słodkowodnymi, mszywiołami, wypławkami i rakami obunogami. Był wówczas w Polsce jedynym specjalistą z tej dziedziny. Badania prowadził na Pojezierzu Pomorskim, w okolicach Warszawy, na Wigrach, na jeziorach Trockich, w dorzeczu Dniestru i Prutu oraz w Rumunii.

## Ordery i odznaczenia
- Krzyż Srebrny Orderu Wojskowego Virtuti Militari nr 6207 – 2 maja 1922[25][26][27]
- Krzyż Niepodległości – pośmiertnie, 20 stycznia 1931 „za pracę w dziele odzyskania niepodległości”[28]
- Krzyż Oficerski Orderu Odrodzenia Polski – 10 listopada 1928 „za zasługi na polu pracy niepodległościowej i organizacji wojska”[29][30]
- Krzyż Walecznych trzykrotnie
- Złoty Krzyż Zasługi 16 marca 1928 „za zasługi na polu organizacji i wyszkolenia wojska”[31][32]
- Krzyż Zasługi Wojsk Litwy Środkowej[33]
- Odznaka Pamiątkowa Generalnego Inspektora Sił Zbrojnych – pośmiertnie 12 maja 1936